# Heavy Weather (album)
Heavy Weather är Weather Reports sjunde album i ordningen, utgivet 1977 av Columbia Records. Det är bandets andra album med basisten Jaco Pastorius. På Black Market spelade Pastorius på två av de sju spåren, men här är han en fullständig medlem i bandet. Albumet brukar anses vara ett av jazz fusion-historiens bästa album. Det är bandets mest sålda  - sålde guldnivå i USA enligt Recording Industry Association of America (RIAA).

## Låtlista
1. "Birdland" (Joe Zawinul) – 5:57
  - Joe Zawinul — Oberheim Polyphonic, Arp 2600, piano, sång, melodica 
  - Manolo Badrena — tamburin
2. "A Remark You Made" (Joe Zawinul) – 6:51
  - Joe Zawinul — Rhodes, Arp 2600, Oberheim Polyphonic
  - Alex Acuña — trummor
3. "Teen Town" (Jaco Pastorius) – 2:51
  - Jaco Pastorius — trummor, bas
  - Manolo Badrena — congas
4. "Harlequin" (Wayne Shorter) – 3:59
  - Wayne Shorter — sopransaxofon
  - Manolo Badrena — sång
5. "Rumba Mama" (Manolo Badrena, Alex Acuña) – 2:11
  - Manolo Badrena — sång, timbales, congas
  - Alex Acuña — congas, tom-toms
6. "Palladium" (Wayne Shorter) – 4:46
  - Wayne Shorter — sopran- & tenorsaxofon
  - Manolo Badrena — congas, percussion
7. "The Juggler" (Joe Zawinul) – 5:03
  - Joe Zawinul — Rhodes, Arp 2600, piano, gitarr, tabla
  - Manolo Badrena — percussion
8. "Havona" (Jaco Pastorius) – 6:01
  - Jaco Pastorius — bas
  - Alex Acuña — trummor

Total tid: 37:53

## Medverkande
- Joe Zawinul — Rhodes, Oberheim Polyphonic, Arp 2600, piano, sång, melodica, gitarr, tabla
- Wayne Shorter — sopran- & tenorsaxofon
- Jaco Pastorius — bas, mandocello, trummor, sång, ståltrummor
- Alex Acuña — trummor, congas, tom-toms, handklapp
- Manolo Badrena — tamburin, congas, sång, timbales, percussion